# Église Saint-Ouen de Bennecourt
Pour les articles homonymes, voir Église Saint-Ouen.
L'église Saint-Ouen est une église catholique située à Bennecourt, en France.

## Localisation

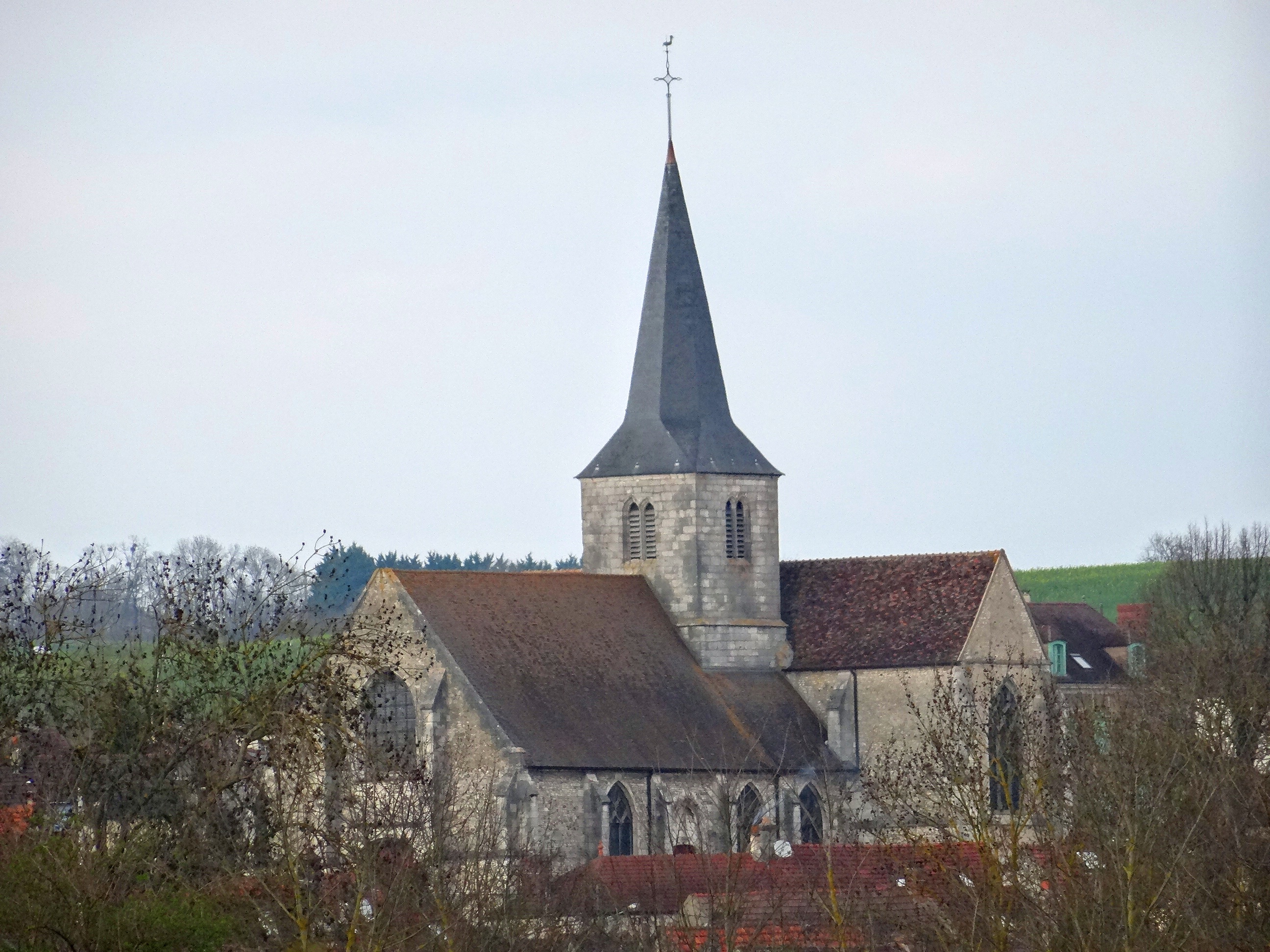
L'église Saint-Ouen en 2015.

L'église est située dans le département français des Yvelines, sur la commune de Bennecourt.

## Historique
L'édifice est classé au titre des monuments historiques en 1932.
Les vitraux, don de Louis Piret, datent de 1919,.
Un projet de restauration est présenté en 2012.